# Роттердамська консерваторія
Роттердамська консерваторія (нід. Rotterdams Conservatorium) — вищий музичний навчальний заклад у Роттердамі (Нідерланди). Заснована в 1930 р.
У цей час організаційно є однієї із трьох складових частин роттердамської Вищої школи мистецтв. Роттердамська консерваторія особливо відома як центр вивчення й викладання «музики народів світу» (англ. world music). Серед відомих випускників — Кеес ван Барен